# Пані Фазілет і її доньки
Па́ні Фазіле́т і її доньки́ (тур. Fazilet Hanım ve Kızları) — турецький серіал. На екранах з 25 березня 2017 року. Фінал завершився 9 червня 2018 року.

## Сюжет
Фазілет живе у злиднях разом із двома дочками — тренеркою з боксу Хазан та 17-річною красунею Едже. Фазілет, що мріє про багате життя, має намір стати частиною однієї з найбагатших сімей Стамбула — родини Егемен, за допомогою своїх дочок, попри їх опір і те, що їх в особняку Егемен ніхто не чекає.

## У ролях
| Актор             | Роль             | Серії       |
| ----------------- | ---------------- | ----------- |
| Назан Кесал       | Фазілет Чамкиран | 1-50        |
| Деніз Байсал      | Хазан Чамкиран   | 1-50        |
| Афра Сарачоглу    | Едже Чамкиран    | 1-50        |
| Чаглар Ертугрул   | Ягиз Егемен      | 1-50        |
| Альп Навруз       | Сінан Егемен     | 1-50        |
| Махір Гюншірай    | Хазим Егемен     | 1-50        |
| Зерін Нішанджи    | Севінч Егемен    | 1-2, 28     |
| Толга Гюлеч       | Гекхан Егемен    | 1-50        |
| Хазал Тюресан     | Ясемін Егемен    | 1-50        |
| Еджем Баталджи    | Селін Егемен     | 1-50        |
| Гюльсен Тунджер   | Гюзіде Егемен    | 2-18        |
| Ідріс Небі Ташкан | Ясін Деміркол    | 1-50        |
| Туба Меліс Тюрк   | Ніль             | 1-13 29-45  |
| Еміне Умар        | Саліха           | 1-6, 8-9    |
| Севінч Ерол       | Шукріє           | 1-          |
| Діла Солак        | Есма             | 1-3, 5-     |
| Гізем Озекши      | Бетюль           | 1-4, 6,     |
| Бюлент Онур       | Рифат            | 1-3, 5-     |
| Тюркан Килич      | Керіме Йилдиз    | 2-50        |
| Ахмет Гезер       | Огуз             | 2, 4, 6, 10 |
| Демет Генч        | Бінназ           | 6-7         |

## Сезони
| Сезон | Сезон | Кількість серій | Кількість серій | Дата випуску         | Дата випуску        |
| Сезон | Сезон | Кількість серій | Кількість серій | Початкова дата       | Термін дії          |
| ----- | ----- | --------------- | --------------- | -------------------- | ------------------- |
|       | 1-й   | 13              | 13              | 25 березня 2017 року | 17 червня 2017 року |
|       | 2-й   | 37              | 37              | 16 вересня 2017 року | 9 червня 2018 року  |

## Трансляція в Україні
- Вперше серіал транслювався 28 червня по 11 грудня 2020 року на телеканалі «Інтер», щонеділі о 16:25 по чотири серії. З 28 липня з вівторка по п'ятницю о 11:00 по одній серії. З 4 серпня о 11:00 по дві серії. З 5 жовтня о 11:00 по три серії. З 20 листопада о 12:25 по дві серії.
- Вдруге серіал транслювався з 9 липня по 3 листопада 2022 року на телеканалі «Enter-фільм», у вихідні о 15:00 по п'ять серій.
- Втретє серіал транслювався з 13 вересня 2022 по 16 травня 2023 року на телеканалі «К1», у будні о 20:45 по дві серії.

## Український дубляж
Українською мовою серіал дубльовано телекомпанією «Інтер» у 2020 році. Ролі дублювали: Дмитро Вікулов, Дмитро Нежельський, Дмитро Рассказов-Тварковський, Юлія Шаповал, Марина Клодніцька і Тетяна Руда.